# Alternative betegnelser for menneskearten
Som tilføjelse til den generelt accepterede videnskabelige klassifikation Homo Sapiens (Latin: "Det vidende menneske"), er andre latin-baserede betegnelser for menneskearten foreslået:
| Navn              | Oversættelse                     | Træk identificeret |
| ----------------- | -------------------------------- | --- |
| Homo economicus   | "Det økonomiske menneske"        | Mennesket som egoistisk og fornuftbaseret. Handler ud fra en cost/benefit kalkule og en nyttemaksimering.                                                              |
| Homo faber        | "Håndværkermennesket"            | Menneskets evne til at skabe værktøjer og manipulere sine omgivelser.                                                                                                  |
| Homo generosus    | "Det generøse menneske"          | Mennesket som gaveøkonomiskt og altruistisk på baggrund af biologisk egoisme. Foreslået af Tor Nørretranders i hans populærvidenskabelige bog "Det generøse menneske". |
| homo ludens       | "Det legende menneske"           | Stammer fra den hollandske kulturhistoriker Johan Huizingas bog Homo Ludens, 1938.                                                                                     |
| Homo parochius    | "Det gruppe-egoistiske menneske" | Mennesket der favoriserer medlemmer af egen gruppe over for andre grupper. (Herbert Gintis, "Game Theory Evolving"))                                                   |
| Homo reciprocans  | "Det gensidige menneske"         | Mennesket som gensidigt altruistisk. Bedst beskrevet i ordsporget "noget-for-noget".                                                                                   |
| Homo ridens       | "Det leende menneske"            | Mennesket som den eneste art der besidder humor. |
| Homo scientia     | "Det videnskabelige menneske"    | The originale alternativ til "Homo Sapiens". |
| Homo sociologicus | "Det sociologiske menneske"      | Et satirisk begreb: Mennesket med tilbøjelse til sociologi |

Navne er også blevet foreslået til imaginære variationer af mennesket:
| Homo superior | "Overmennesket" "Supermennesket" | Et menneske hvis intelligens og evner overgår "Homo sapiens". |

| filosofi | Spire Denne filosofiartikel er en spire som bør udbygges. Du er velkommen til at hjælpe Wikipedia ved at udvide den. |

| Biologi | Spire Denne artikel om biologi er en spire som bør udbygges. Du er velkommen til at hjælpe Wikipedia ved at udvide den. |